# جينو ستوديو
Geno Studio, Inc. (株式会社ジェノスタジオ Kabushiki-gaisha Jeno Sutajio) (الياباني: 株式会社ジェノスタジオ هيبورن: Kabushiki-gaisha Jeno Sutajio) هو استويو خاص بالرسوم المتحركة اليابانية .

## الأعمال

### مسلسلات أنمي تلفزيونية
- كوكّوكو: لحظة بلحظة (2018)[1]
- غولدن كاموي (2018)[2]
- حيوان أليف (2019)

### أنمي الإنترنت
- حرب النجوم: الرؤى (2021؛ "لوب و أوتشو")

### أفلام أنمي
- العضو القاتل(2017، التي اتخذت من مانغلوب)[3]

## وصلات خارجية
- الموقع الرسمي (باليابانية)